# Super 80s

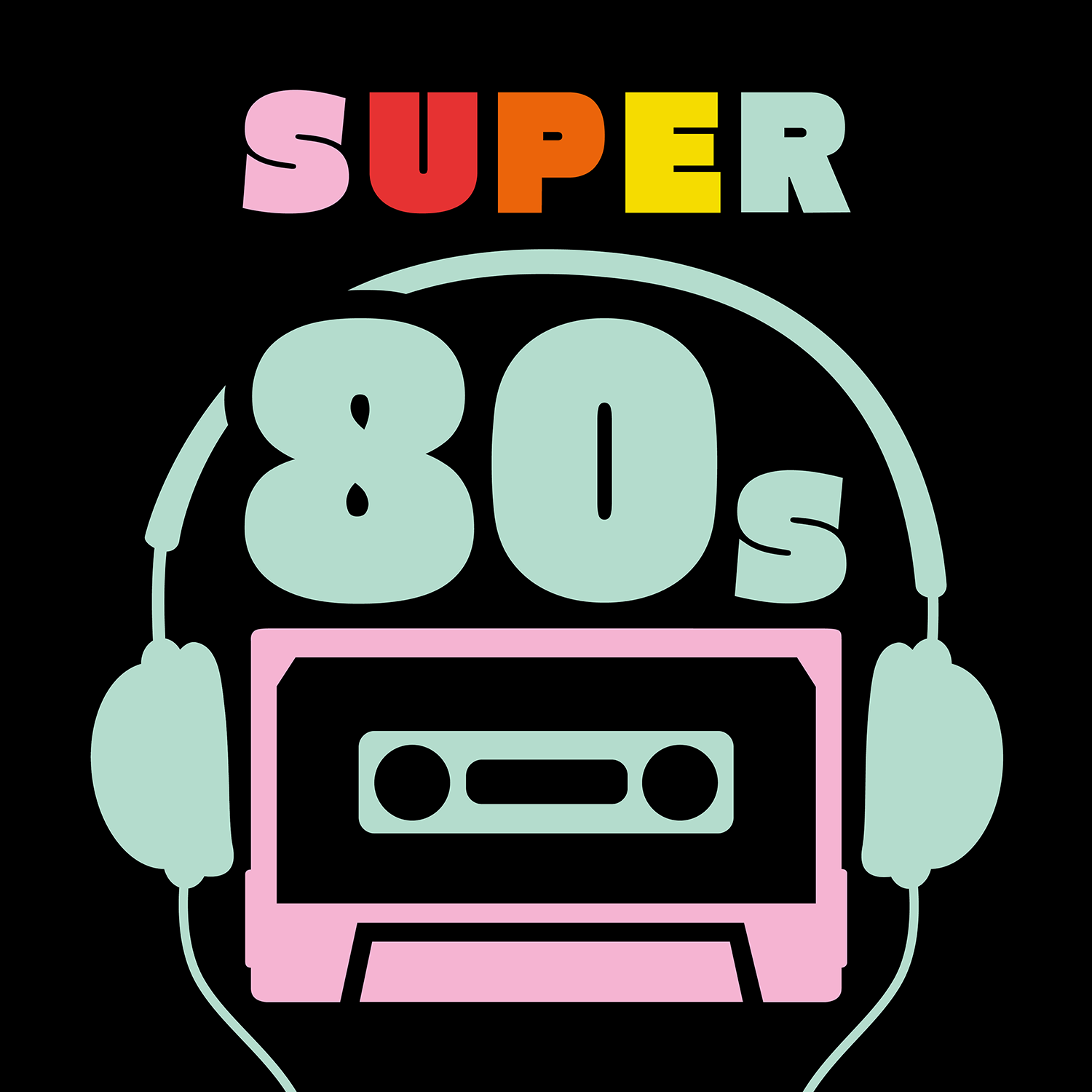
Logo Super 80s

Super 80s (Eigenschreibweise SUPER 80s) ist ein von der Kommunikationsbehörde Austria lizenzierter, terrestrischer Hörfunksender in Österreich. Betreiber ist die kronehit Radio BetriebsgmbH. Er ist am 21. Juni 2024 gemeinsam mit 27 weiteren Radiosendern in Österreich als Sender auf DAB+ gestartet, im MUX-III der ORS und damit in weiten Teilen Österreichs terrestrisch zu empfangen. Der Sendestart erfolgte durch den österreichischen Bundespräsidenten Alexander Van der Bellen. Die Lizenzdauer beträgt – wie bei privaten Radiosendern generell 10 Jahre. Der Sender spielt ausschließlich Musik der 1980er Jahre mit dem Slogan „Die größten Hits der 80er“. Zielgruppe sind Hörer im Alter von 35 bis 54 Jahren.

## Programm und Konzept

### Nachrichten& Servicesendungen
Zwischen 6 und 20 Uhr laufen auf Super 80s stündlich Nachrichten, Wetter und Verkehrsfunk.

### Programmschema (werktags)
- 6–9 Uhr: SUPER 80s Super Morgen
- 9–17 Uhr: SUPER 80s bei der Arbeit
- 17–19 Uhr: Super 80s am Abend

## Empfang
Aufgrund der österreichischen Gesetzeslage darf Super 80s nicht über UKW senden, sondern nutzt digitale Verbreitungswege. Dazu zählen: Smart Speaker wie Amazon Alexa, Fire TV, Streams auf der Homepage, Apps für Android und iOS, der Radioplayer und andere Streamingplattformen, sowie die Verbreitung über DAB+ am österreichweiten Multiplex MUX III des Senderbetreibers ORS. Dieses erreicht 79 % der österreichischen Wohnbevölkerung. Zu den wichtigsten Sendeanlagen zählen Wien 1 – Kahlenberg, Linz – Lichtenberg, Graz – Schöckl sowie Salzburg – Gaisberg, von dem auch ein Teil des südlichen Bayern versorgt wird.

## Webpräsenz
Die Website von Super 80s bietet neben dem Livestream des Programms Empfangshinweise, Playlistabfragen und Informationen zum Team. Sie ist frei von Cookies, Tracking und Werbung. Neben der eigenen Website betreibt Super80s auch einen Instagram- und einen Facebook-Account.

## Team
Station-Voice von Radio SUPER 80s ist Doris Zöger. Moderatoren sind Verena Schneider, Jeremy Fernandes und Sandra Spick.

## Rechtliches
Der Sender wird von der kronehit Privatradio BetriebsgmbH betrieben. Durch eine Gesetzesänderung im Privatradiogesetz wurde es Hörfunkanbietern ermöglicht, neben analogen Radiosendern auch bis zu sechs DAB+-Programme zu verbreiten. Am 21. Juni 2024 gingen damit 28 neue DAB+-Sender on Air, 14 davon sind national und 14 regional.